# Sant Antoni de la Rua

Sant Antoni de la Rua, respecte del terme d'Abella de la Conca

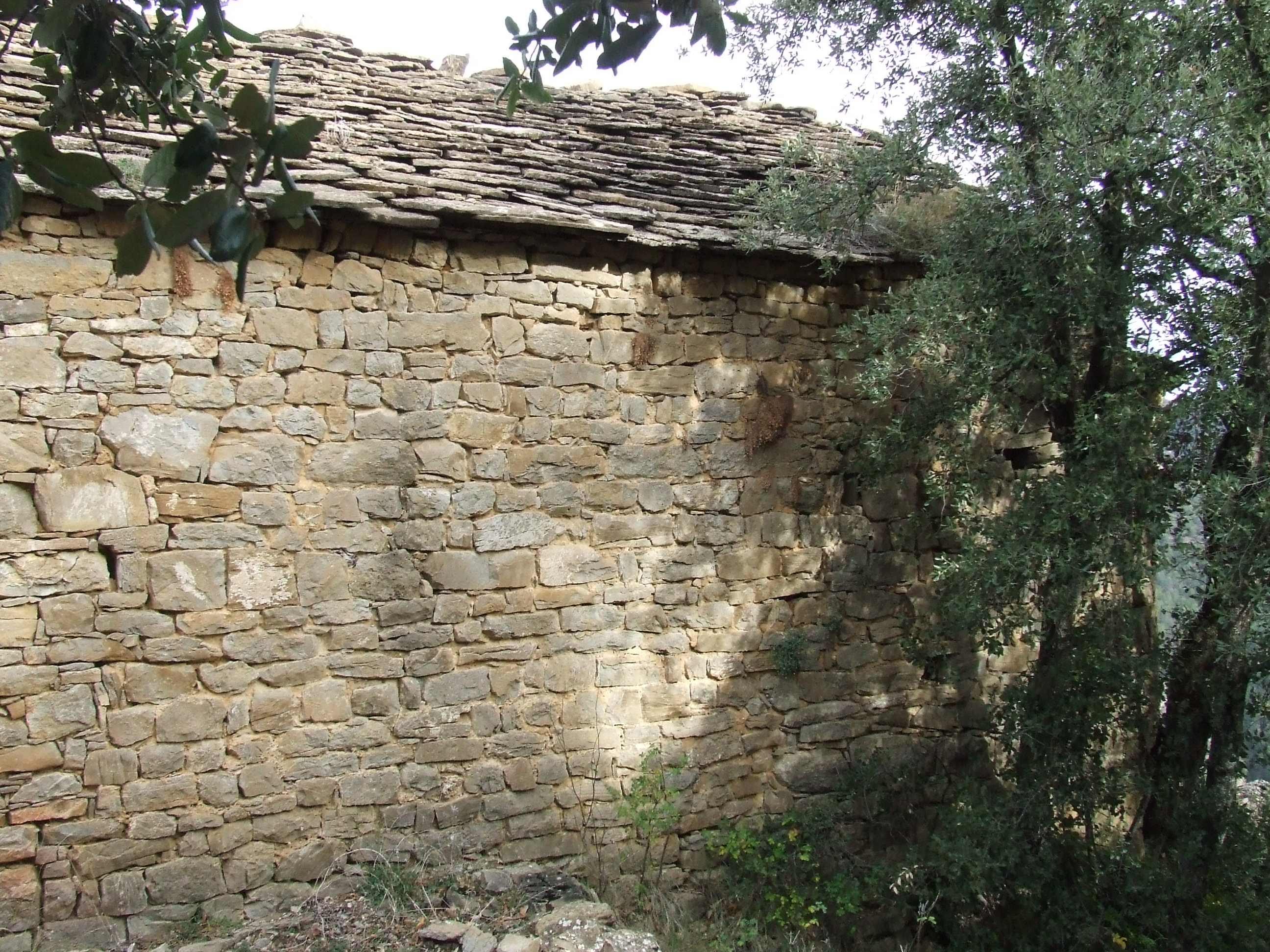
Mur meridional de l'església

Sant Antoni de la Rua és l'església romànica del poble de la Rua, del terme municipal d'Abella de la Conca, a la comarca del Pallars Jussà.
Actualment està advocada a sant Antoni Abat, però aquesta no és la dedicació original. Hom creu que era dedicada a Sant Pere, i que estava vinculada al monestir de Santa Maria d'Elins. A més, el fet que fins ben recentment la principal festa que se celebrava al poble era la de la Santíssima Trinitat, que és l'advocació de l'església  de Faidella, feia que moltes persones creguessin que aquesta era l'advocació de l'esglesiola de la Rua. Aquest error es repeteix fins i tot en alguns mapes.
És un edifici d'una sola nau coberta amb volta de canó. No té arcs torals, però sí un de presbiteral molt curt. La porta és a ponent, i també a ponent hi ha un campanar senzill d'espadanya, d'un sol ull. Una finestra de doble esqueixada centra l'absis.

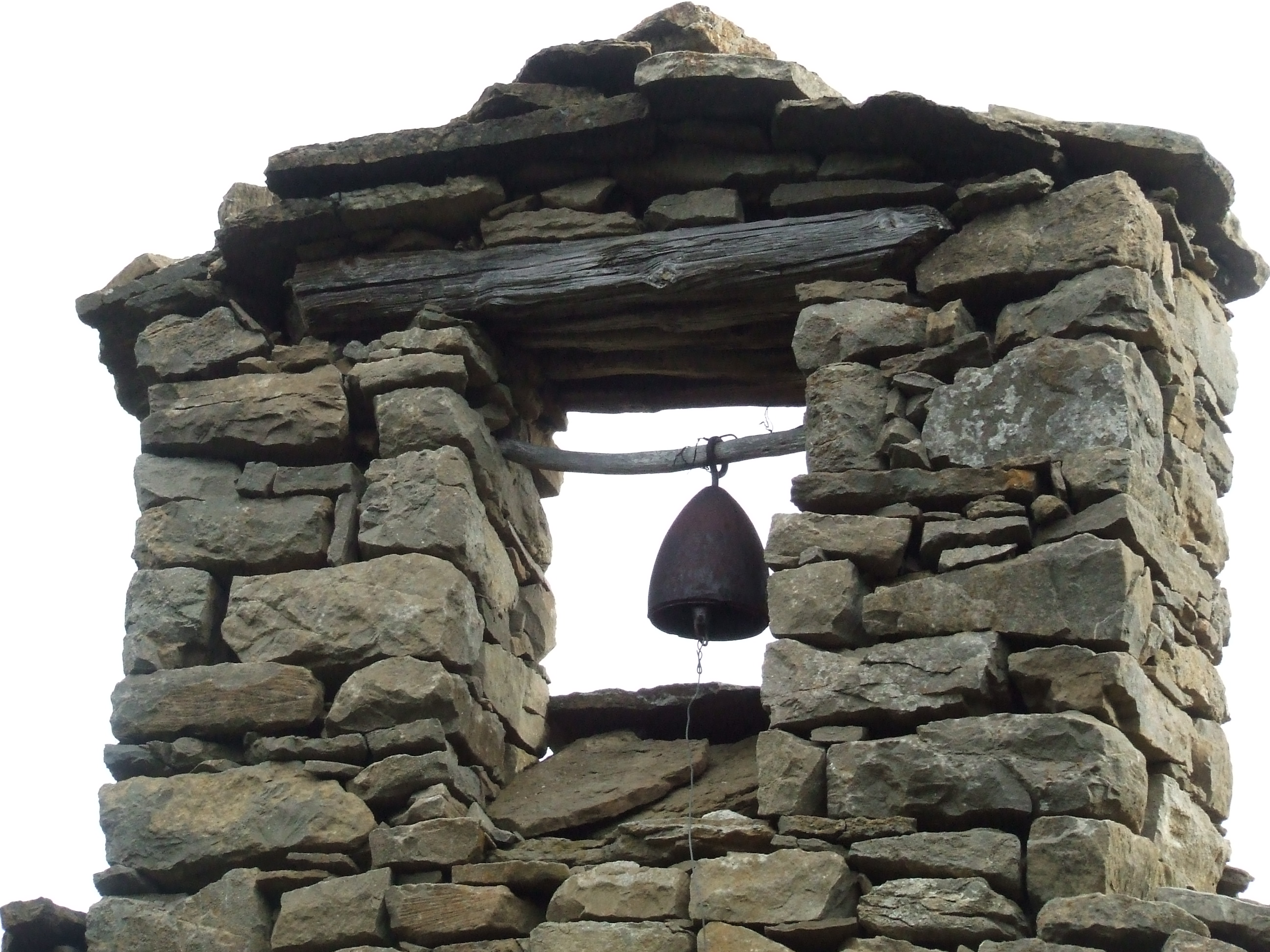
L'obús-campana de l'espadanya de l'església

L'única decoració és a l'absis: unes arcades llombardes sota el ràfec de la teulada, amb lesenes que formen grups de quatre arquets cecs.
L'aparell, del segle xi, és de carreus ben ordenats, amb pedra tosca en els llocs més rellevants, per formar un motiu decoratiu.
L'església està situada damunt del cingle, i té un petit cementiri al costat. Una particularitat es troba al campanar d'espadanya: com en altres esglésies pallareses, la campana és feta a partir de la carcassa d'un obús de la darrera Guerra Civil.
No s'han conservat documents rellevants sobre aquest temple.

## Etimologia
L'església de la Rua, antigament parroquial, està dedicada a sant Antoni Abat, tot i que sembla una advocació moderna.